# Corpus Vasorum Antiquorum
Corpus Vasorum Antiquorum ("corpus de vasos antigos"; abreviado CVA) é um projeto de pesquisa internacional para documentação de cerâmicas antigas. Seu conteúdo-alvo ideal original: qualquer cerâmica de qualquer local antigo durante qualquer período arqueológico, mostrou-se impossível de realizar e logo ficou restrita a épocas e períodos específicos. À medida que o projeto se expandia de seis nações originais: Inglaterra, Bélgica, Dinamarca, França, Holanda e Itália, para incluir os 28 atuais, as especializações temáticas de cada país foram deixadas para a comissão daquele país. A comissão francesa (Académie des Inscriptions et Belles-Lettres), atua em uma posição consultiva.
A terminologia de qualquer comissão relativa ao conteúdo alvo de qualquer atividade de documentação não deve ser confundida com termos arqueológicos. Por exemplo, o CVA Online se preocupa com a cerâmica grega antiga, excluindo a cerâmica da Idade do Bronze. Tal decisão não implica que a cerâmica da Idade do Bronze não seja grega antiga, mas significa apenas que a categoria "grego antigo" do CVA Online não a inclui.